# ISO 690
ISO 690 este un standard internațional elaborat de Organizația Internațională de Standardizare (ISO) referitor la modul de prezentare a referințelor bibliografice în documente de orice fel, inclusiv documentele electronice. Standardul precizează elementele care trebuie incluse în referințele bibliografice și ordinea în care trebuie prezentate aceste elemente. ISO 690 a fost elaborat de comitetul tehnic ISO/TC 46 (Informație și documentare), subcomitetul SC9. 
ISO 690 se referă la toate materialele publicate, indiferent dacă sunt tipărite sau prezentate în altă formă. Standardul nu se referă la materiale nepublicate sau la manuscrise.

## Părțile standardului
Standardul a fost descris în două documente:
ISO 690:1987 - Documentare - Referințe bibliografice - conținut, forma și structură - privind documentele în general
ISO 690-2:1997 - Informatică și documentare - Referințe bibliografice - Partea 2: Documente electronice sau părți ale acestora - privind în special documentele electronice.

## Prevederi principale și exemple de referințe bibliografice (ISO 690-1)

### Recomandări generale
- Este admisibilă prezentarea de informații suplimentare pentru a corecta erori în documentul sursă original sau pentru a prezenta informații specifice asupra documentului la care se face referință. Orice asemenea informații trebuie prezentate în paranteze drepte: [ ].
- Numele autorilor este prima informație a oricărei referințe bibliografice. Numele autorilor se prezintă în ordinea nume, prenume separate prin virgulă. Numele fiecărui autor trebuie scris în litere majuscule. În general se recomandă ca în locul prenumelui să se indice numai inițiala (sau inițialele) prenumelui cu excepția cazului în care indicarea inițialei ar putea duce la confuzii. În acest caz trebuie indicat prenumele întreg (care nu trebuie scris cu majuscule. În cazul în care există mai multe inițiale, acestea trebuie scrise fără a fi separate printre spații. Numele autorilor se separă prin punct și virgulă. Dacă există mai mult de doi autori, este posibil să se indice toți autorii dar se poate indica doar numele primilor autori urmat de indicația "et al." Secția autorilor trebuie separată de titlu prin punct.
- În situațiile în care autorul este o organizație trebuie indicat numele întreg al organizației urmat de punct și de numele departamentului.
- În cazul lucrărilor anonime ale căror autori nu pot fi identificați titlul lucrării este prima informație a referinței. Titlu se prezintă în litere italice.

## Cărți
Informațiile care trebuie introduse în referințele privitoare la cărți (lucrări monografice) sunt:
- Autorul sau autorii principali.
- Titlul
- Subtitluri
- Alte persoane implicate (traducător, editori etc.)
- Ediția
- Locul publicării
- Editura
- Anul
- Numărul de pagini
- Colecția
- Observații
- Numărul standard (ISBN)

- - LOMINANDZE, DG. Cyclotron waves in plasma. Translated by AN. Dellis; edited by SM. Hamberger. 1st ed. Oxford : Pergamon Press, 1981. 206 p. International series in natural philosophy. Translation of: Ciklotronnye volny v plazme. ISBN 0-08-021680-3.

- Fragmente din cărți:
  - PARKER, TJ. and HASWELL, WD. A Text-book of zoology. 5th ed., vol 1. revised by WD. Lang. London : Macmillan 1930. Section 12, Phyllum Mollusca, p. 663-782.

- Contribuții la cărți:
  - WRINGLEY, EA. Parish registers and the historian. In STEEL, DJ. National index of parish registers. London : Society of Genealogists, 1968, vol. 1, p. 155-167.

- Publicații periodice:
  - Communication equipment manufacturers. Manufacturing an Primary Industries Division, Statistics Canada. Preliminary Edition, 1970 - Ottawa: Statistics Canada, 1971 - Annual census of manufacturers. Text in English and French. ISSN 0700-0758.

- Articole în publicații periodice:
  - WEAVER, William. The Collectors : command performances. Photography by Robert Emmet Bright. Architectural Digest, December 1985, vol. 42, no. 12, p. 126-133.